# Prohor Pčinjski (svetac)
Prohor Pčinjski (Ovče pole, Sjeverna Makedonija ? - Planina Kozjak 14. rujna 1067.) je pravoslavni svetac koga podjednako štuju; Makedonska pravoslavna crkva, Srpska pravoslavna crkva i Bugarska pravoslavna crkva.

## Životopis
Prohor Pčinjski rođen je u dolini Ovče pole u Sjevernoj Makedoniji. O njegovu životu se malo toga zna, osim činjenice da su mu roditelji Jovan i Ana bili jako pobožni. Potom je on svoj prvi dio života proveo kao isposnik živjevši u jednoj pećini pored crkve Sv. Georgi u Starom Nagoričanu.
Nakon što su u taj kraj provalila nomadska azijska plemena (Pečenezi i Kumani) Prohor je utočište potražio na planini Kozjak iznad rijeke Pčinja, pored današnjeg grada Vranje.
Po usmenoj legendi on je predskazao bizantskom vojvodi Romanu Diogenu da će postati car, kad ga je ovaj došao obići. On je doista to i postao te mu se odužio tako što je između 1067. – 1071. podigao manastir Prohor Pčinjski njemu u čast.

## Vanjske poveznice
- Prohor Pčinjski na portalu discoverserbia